# Amphipyra micans
Amphipyra micans là một loài bướm đêm thuộc họ Noctuidae. Nó được tìm thấy ở Bulgaria và Balkan phía nam đến Hy Lạp, phía đông đến Thổ Nhĩ Kỳ và phía nam đến Liban.
Sải cánh dài khoảng 30 mm. Con trưởng thành bay từ tháng 7 đến tháng 9.
Ấu trùng ăn Gallium mollugo.